# Monumento Bucky O'Neill
O Monumento Bucky O'Neill, também conhecido como Rough Rider Monument, foi criado por Solon Borglum e é uma escultura equestre de Buckey O'Neill e homenageia um grupo de homens que serviram o seu país durante a Guerra Hispano-Americana em 1898. Ele está localizado em Courthouse Plaza, Prescott, Arizona. Foi dedicado em 3 de julho de 1907 e foi rededicado em 6 de junho de 1982, tendo-o sido novamente em 3 de julho de 1998.